# Trans-sur-Erdre
Trans-sur-Erdre település Franciaországban, Loire-Atlantique megyében. Lakosainak száma 1124 fő (2022. január 1.). Trans-sur-Erdre Joué-sur-Erdre, Mouzeil, Riaillé, Teillé és Les Touches községekkel határos.

## Népesség
A település népessége az elmúlt években az alábbi módon változott:
| Lakosok száma | 710  | 652  | 666  | 828  | 1016 | 1046 | 1077 | 1094 | 1102 | 1124 |
|               | 1968 | 1982 | 1990 | 2006 | 2013 | 2015 | 2017 | 2019 | 2020 | 2022 |